# Cornelis Johannes van Nieuwenburg
Cornelis Johannes van Nieuwenburg ('s-Gravenhage, 31 december 1889 – 1985) was een Nederlands scheikundig ingenieur, hoogleraar analytische chemie aan de Technische Universiteit Delft van 1920 tot 1960, en rector magnificus. Hij is bekend van zijn werk op het gebied van microanalyse.

## Levensloop
Van Nieuwenburg zat op de hogereburgerschool in Den Bosch en in Den Haag. Hierna studeerde hij af in de scheikundige technologie aan de Technische Hogeschool te Delft in 1911, en in 1914 promoveerde hij onder Willem Reinders op het proefschrift, getiteld De stabiliteit der mercurohalogeniden.
In 1920 werd Van Nieuwenburg aangesteld als hoogleraar in de analytische chemie en silicaatchemie aan de Technische Universiteit Delft. Hij werd aangesteld naast Henri ter Meulen, die sinds 1905 college gaf in analytische chemie en de scheikunde van de bouwstoffen. Bij Van Nieuwenburg promoveerden onder anderen Egbert van Dalen (1902-1982) en G. Henrar-Dulfer.
In de eerste oorlogsjaren van mei 1940 tot februari 1942 was hij tevens rector magnificus van de hogeschool. Na de oorlog in 1949 werd zijn leerstelling microanalyse, en in 1960 ging hij met emeritaat.

## Werk
Van Nieuwenburg is vooral bekend van zijn werk op het gebied van microanalyse, de kwantitatieve chemische analyse van de samenstelling van zeer kleine hoeveelheden van chemische stoffen.

### De stabiliteit der mercurohalogeniden, 1914
Van Nieuwenburg  deed zijn promotie-onderzoek naar halogenide. Henrar-Dulfer (1954) verklaarde de meerwaarde van dit werk:
In dit proefschrift werden de smeltdiagrammen aangegeven van de binaire stelsels mercurobromide en mercurijodide. Bovendien werd de formule vastgesteld van de kwikzilver-halogenidecomplexen en werd de ontleding van mercurojodide door belichting onderzocht.

### Kwalitatieve chemische analyse, 1945
In 1945 publiceerde an Nieuwenburg zijn boek Kwalitatieve chemische analyse, die later meerdere malen werd herdrukt en in een Engelse editie werd uitgegeven. Over de aanleiding van dit werk stelde hij: 
De directe aanleiding tot het ontstaan van dit leerboek is de aandrang geweest, die van verschillende zijden op mij is uitgeoefend, om de onder mijn leiding sinds jaren op het Laboratorium voor Analytische Scheikunde der Technische Hoogeschool te Delft ontwikkelde en gebezigde methodiek der kwalitatieve analyse in de Nederlandsche Taal op schrift te stellen’, aldus Van Nieuwenburg in het voorwoord.7 De grondslag van de methode was de scheiding met zwavel-waterstof. Hoewel talloze alternatieve scheidingsmethoden door Van Nieuwenburg waren onderzocht, bleef hij ‘ongeschokt in [zijn] overtuiging, dat geen enkele daarvan de H2S-methode in betrouwbaarheid evenaart.'

## Publicaties, een selectie
- Cornelis Johan van Nieuwenburg. De stabiliteit der mercurohalogeniden. 1914.
- Cornelis Johannes Van Nieuwenburg, Gerritje Dulfer. A Short Manual of Systematic Qualitative Analysis by Means of Modern Drop Reactions, D. B. Centen's Uitgevers-Maatschappij (n. v.), 1938
- Cornelis Johannes Van Nieuwenburg, Kwalitatieve chemische analyse, 1945
- Cornelis Johannes van Nieuwenburg, J. W. L. van Ligten, Qualitative chemische Analyse, 1959.

### Over Cornelis Johannes van Nieuwenburg
- Jasper Faber, "C.J. van Nieuwenburg over organisatie van wetenschappelijk technisch werk. Stemmen uit de industrie over toegepast natuurwetenschappelijk onderzoek 1900-1919", in: Gewina Vol. 21, No. 1 (1998), p. 15-29.
- G. Henrar-Dulfer, "Bij het 40-jarige doctoraat van Prof. Dr. Ir. C. J. van Nieuwenburg[dode link]." Chemisch Weekblad jrg. 50, nr. 42 (1954) 717-719.
- Harry Snelders, "Cornelis Johannes van Nieuwenburg (1889-1985)", in: De geschiedenis van de scheikunde in Nederland. Deel 2, hoofdstuk VIII. Analytische chemie, p. 158-160.